# Jackson Quiñónez
Jackson Amadeo Quiñónez Vernaza (* 12. Juni 1980 in Esmeraldas) ist ein ehemaliger ecuadorianisch-spanischer Leichtathlet, der sich auf den 110-Meter-Hürdenlauf spezialisiert hat. Bis 2005 ging er für sein Geburtsland Ecuador an den Start und anschließend startete er international für Spanien.

## Sportliche Laufbahn
Erste internationale Erfahrungen sammelte Jackson Quiñónez vermutlich im Jahr 1996, als er bei den Jugendsüdamerikameisterschaften in Asunción in 38,1 s die Goldmedaille über 300 m Hürden gewann. 1998 gewann er bei den Juniorensüdamerikameisterschaften in Córdoba in 14,78 s die Bronzemedaille über 110 m Hürden und anschließend gewann er bei den Südamerikaspielen in Cuenca in 14,58 s die Silbermedaille hinter dem Chilenen Carlos Vega. Zudem gewann er dort mit übersprungenen 2,13 m auch die Silbermedaille im Hochsprung hinter dem Kolumbianer Gilmar Mayo und siegte mit der ecuadorianischen 4-mal-100-Meter-Staffel in 40,40 s gemeinsam mit Dick Perlaza, Julio Márquez und Fernando Espinoza. Im Jahr darauf belegte er bei den Südamerikameisterschaften in Bogotá in 14,67 s den fünften Platz über 110 m Hürden und gelangte mit 2,05 m auf den siebten Platz im Hochsprung. Zudem belegte er mit der 4-mal-100-Meter-Staffel in 41,00 s den sechsten Platz und wurde mit der 4-mal-400-Meter-Staffel in 3:13,52 min Fünfter. Anschließend kam er bei den Panamerikanischen Spielen in Winnipeg mit 14,28 s nicht über den Vorlauf über 110 m Hürden hinaus und gelangte im Hochsprung mit 2,00 m auf den zwölften Platz. Daraufhin siegte er in 14,26 s bei den Juniorensüdamerikameisterschaften in Concepción im Hürdenlauf und sicherte sich dort zudem mit 2,06 m die Silbermedaille im Hochsprung.
2000 gewann er bei den Ibero-Amerikanischen Meisterschaften in Rio de Janeiro in 14,66 s die Bronzemedaille über 110 m Hürden hinter den Brasilianern Márcio de Souza und Redelén dos Santos und belegte im Hochsprung mit übersprungenen 2,05 m den siebten Platz. Im Jahr darauf belegte er bei den Südamerikameisterschaften in Manaus in 13,94 s den vierten Platz im Hürdensprint und gelangte auch mit der 4-mal-100-Meter-Staffel mit 41,71 s auf Rang vier. Anschließend gewann er bei den Juegos Bolivarianos in Ambato in 13,64 s die Silbermedaille über 110 m Hürden hinter dem Kolumbianer Paulo Villar und sicherte sich auch im Hochsprung mit 2,20 m die Silbermedaille hinter dem Kolumbianer Gilmar Mayo. Zudem gewann er im Staffelbewerb in 40,80 s die Bronzemedaille hinter den Teams aus Venezuela und Kolumbien. 2003 gewann er bei den Südamerikameisterschaften in Barquisimeto in 13,59 s die Silbermedaille über 110 m Hürden hinter dem Brasilianer Redelén dos Santos und belegte mit der Staffel in 40,61 s den vierten Platz. Anschließend belegte er bei den Panamerikanischen Spielen in Santo Domingo in 13,64 s den sechsten Platz im Hürdenlauf, ehe er bei den Weltmeisterschaften nahe Paris mit 13,72 s im Halbfinale ausschied. Im Jahr darauf gewann er bei den Ibero-Amerikanischen Meisterschaften in Huelva in 13,61 s die Bronzemedaille hinter dem Kubaner Yoel Hernández und Matheus Facho Inocêncio aus Brasilien. Anschließend nahm er an den Olympischen Sommerspielen in Athen teil und schied dort mit 13,67 s im Viertelfinale aus, nachdem er im Vorlauf mit 13,44 s einen neuen Landesrekord aufgestellt hatte. 2005 schied er bei den Weltmeisterschaften in Helsinki mit 14,34 s in der ersten Runde aus, ehe er bei den Juegos Bolivarianos in Armenia in 13,53 s die Silbermedaille hinter dem Kolumbianer Paulo Villar gewann.
2007 gewann er für Spanien startend bei den Halleneuropameisterschaften in Birmingham in 7,65 s die Bronzemedaille im 60-Meter-Hürdenlauf hinter den Niederländern Gregory Sedoc und Marcel van der Westen. Im Sommer erreichte er bei den Weltmeisterschaften in Osaka das Finale und klassierte sich dort mit neuem spanischen Rekord von 13,33 s auf dem siebten Platz. Im Jahr darauf belegte er bei den Hallenweltmeisterschaften in Valencia in 7,66 s den siebten Platz über 60 m Hürden und im Sommer gelangte er bei den Olympischen Sommerspielen in Peking mit 13,69 s im Finale auf Rang acht. 2009 schied er bei den Halleneuropameisterschaften in Turin mit 7,71 s im Halbfinale über 60 m Hürden aus und im Juni siegte er in 13,60 s über 110 m Hürden bei den Mittelmeerspielen in Pescara. Daraufhin schied er bei den Weltmeisterschaften in Berlin mit 13,54 s im Halbfinale aus. Im Jahr darauf gewann er bei den Ibero-Amerikanischen Meisterschaften in San Fernando in 13,65 s die Silbermedaille hinter dem Puerto-Ricaner Héctor Cotto und schied anschließend bei den Europameisterschaften in Barcelona mit 14,03 s im Halbfinale aus. 2011 kam er bei den Halleneuropameisterschaften in Paris mit 7,70 s nicht über den Vorlauf über 60 m Hürden hinaus und im Jahr darauf schied er bei den Hallenweltmeisterschaften in Istanbul mit 7,82 s im Semifinale aus. Im Juni schied er bei den Europameisterschaften in Helsinki mit 13,97 s in der Vorrunde über 110 m Hürden aus, ehe er bei den Olympischen Sommerspielen in London mit 13,76 s ebenfalls in der ersten Runde ausschied. 2013 schied er bei den Halleneuropameisterschaften in Göteborg mit 7,72 s im Halbfinale über 60 m Hürden aus und im Juni kam er bei den Mittelmeerspielen in Mersin mit 13,99 s nicht über den Vorlauf über 110 m Hürden hinaus. Im Jahr darauf schied er bei den Hallenweltmeisterschaften in Sopot mit 7,78 s in der Vorrunde über 60 m Hürden aus und 2016 beendete er seine aktive sportliche Karriere im Alter von 36 Jahren.
1999 wurde Quiñónez ecuadorianischer Meister im 110-Meter-Hürdenlauf sowie im Hochsprung. Für Spanien wurde er in den Jahren 2006 und 2007 sowie 2009, 2011 und 2012 Landesmeister im 110-Meter-Hürdenlauf sowie 2011 auch in der 4-mal-100-Meter-Staffel. Zudem wurde er von 2006 bis 2009 sowie von 2012 bis 2015 Hallenmeister über 60 m Hürden.
Nach seiner aktiven sportlichen Karriere ist er in der Lokalpolitik in Lleida für die PSC-Units als Stadtrat tätig.

## Persönliche Bestzeiten
- 110 m Hürden: 13,33 s (−0,4 m/s), 30. August 2007 in Osaka
  - 60 m Hürden (Halle): 7,52 s, 24. Februar 2008 in Valencia
- Hochsprung: 2,20 m, 15. September 2001 in Ambato